# Bulgaarse parlementsverkiezingen 1971

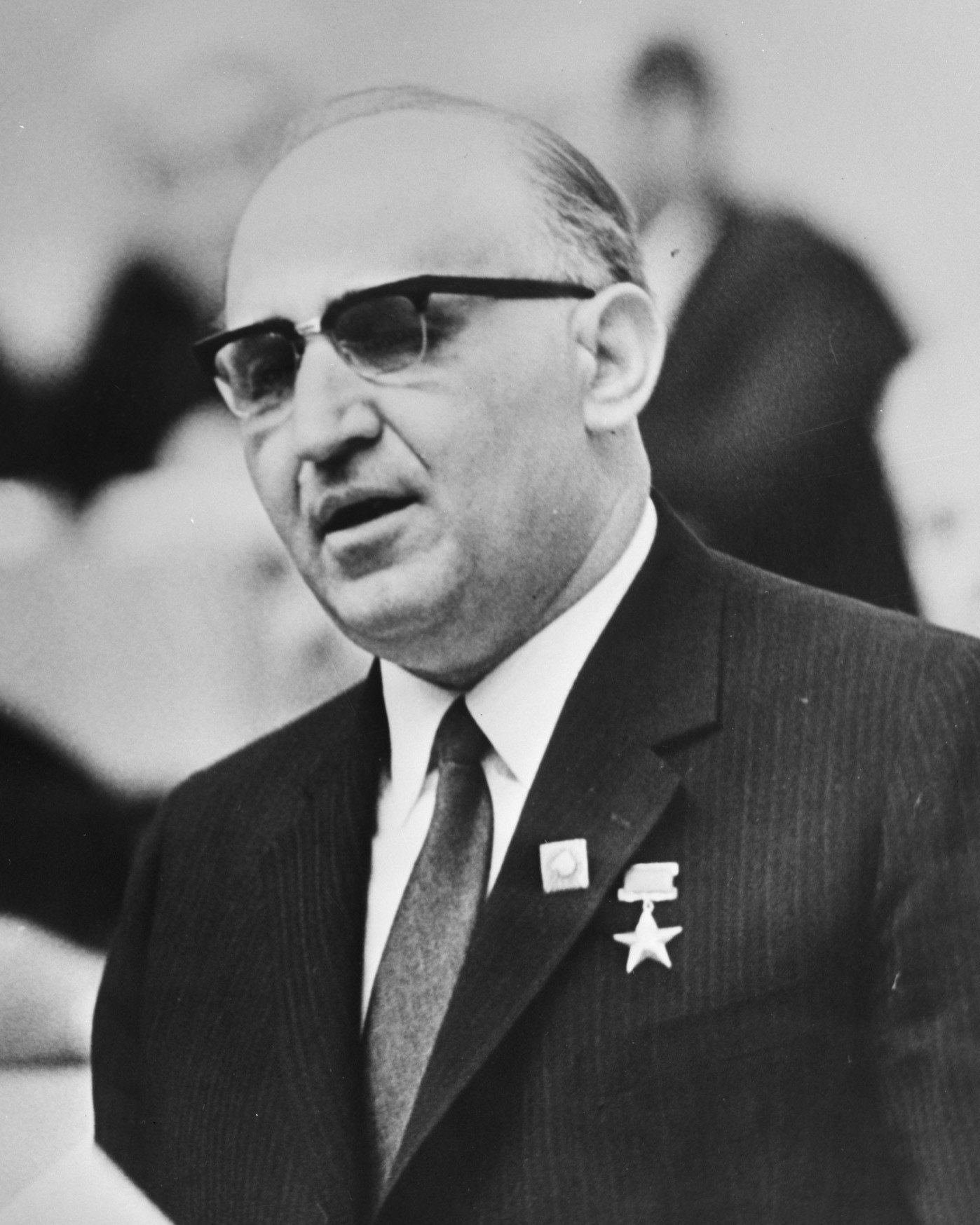
Todor Zjivkov (1911-1998), leider van Bulgarije sinds 1954

De Bulgaarse parlementsverkiezingen van 1971 waren de eerste onder de nieuwe grondwet van 1971, de zogenaamde "Zjivkov-grondwet" die de bevoegdheden tussen de staat en staatsorganen enerzijds en de Communistische Partij van Bulgarije (BKP) anderzijds sterker dan tevoren van elkaar scheidde. Die nieuwe grondwet hield ook enige veranderingen in met betrekking tot de Grote Nationale Vergadering die een vast aantal van 400 zetels kreeg. De voorzitter van het Presidium van de Grote Nationale Vergadering was tot aan de grondwet van 1971 tevens het staatshoofd van Bulgarije. De nieuwe constitutie voorzag echter in de invoering van een Staatsraad als collectief staatshoofd waarbij de voorzitter van dit orgaan de staatspresident van het land werd. Todor Zjivkov, sinds 1954 partijleider en premier verruilde deze laatste functie voor die van voorzitter van de Staatsraad en werd daarmee dus feitelijk de staatspresident van Bulgarije. De verkiezingen voor de Grote Nationale Vergadering vonden plaats op 27 juni, een maand nadat de bevolking zich per referendum ten gunste van de nieuwe grondwet had uitgesproken. De verkiezingen waren nog altijd op basis van een eenheidslijst van het door de communisten gedomineerde Vaderlands Front. Het Vaderlands Front kreeg 99,99% van de stemmen.

## Uitslag
| Coalitie                        | Partij                              | Stemmen   | %       | Zetels    |
| ------------------------------- | ----------------------------------- | --------- | ------- | --------- |
| Vaderlands Front                | Communistische Partij van Bulgarije | 6.154.082 | 99,98%  | 268 / 400 |
| Vaderlands Front                | Bulgaarse Agrarische Nationale Unie | 6.154.082 | 99,98%  | 100 / 400 |
| Vaderlands Front                | Onafhankelijke kandidaten           | 6.154.082 | 99,98%  | 32 / 400  |
| Tegen                           | Tegen                               | 1.487     | 0,07%   | 0 / 400   |
| Totaal                          | Totaal                              | 6.155.569 | 100,00% | 400       |
|                                 |                                     |           |         |           |
| Geldige stemmen                 | Geldige stemmen                     | 6.155.569 | 99,93%  |           |
| Blanco/ ongeldige stemmen       | Blanco/ ongeldige stemmen           | 4.373     | 0,07%   |           |
| Totaal uitgebrachte stemmen     | Totaal uitgebrachte stemmen         | 6.159.942 | 100,00% |           |
| Geregistreerde kiezers/ opkomst | Geregistreerde kiezers/ opkomst     | 6.168.931 | 99,85%  |           |
| Bron: Nohlen & Stöver, IPU      |                                     |           |         |           |